# КК Ден Бос
КК Ден Бос (хол. Den Bosch) холандски је кошаркашки клуб из Хертогенбоса. Из спонзорских разлога од 2019. пун назив клуба гласи Хероји Ден Бос (Heroes Den Bosch). У сезони 2020/21. такмичи се у Првој лиги Холандије.

## Историја
Клуб је основан 1952. године и често је носио спонзорска имена од којих је вероватно најпознатије Ајфел тауерс (2005—2013). По први пут је у највишем рангу заиграо 1962, а временом је израстао у најтрофејнији клуб холандског првенства са 17 освојених титула, од којих је чак 9 дошло у периоду између 1979. и 1988. године. Национални куп узео је седам пута, а суперкуп три пута.
Године 1979. стигао је до финала Купа победника купова (каснијег Купа Рајмунда Сапорте) у коме је поражен од стране италијанског Кантуа. Такмичење у Интерконтиненталном купу 1982. завршио је као други. У новије време махом учествује у ФИБА Еврочеленџу, а највећи успех био је улазак међу 16 најбољих у сезонама 2008/09, 2009/10. и 2014/15. Две сезоне играо је и у Еврокупу, али без значајнијих домета.

## Успеси

### Национални
- Првенство Холандије:
  - Првак (17): 1979, 1980, 1981, 1983, 1984, 1985, 1986, 1987, 1988, 1993, 1996, 1997, 2006, 2007, 2012, 2015, 2022.
  - Вицепрвак (12): 1982, 1989, 1990, 1991, 1992, 1994, 2004, 2008, 2009, 2014, 2021, 2024.

- Куп Холандије:
  - Победник (8): 1993, 2000, 2002, 2008, 2009, 2013, 2016, 2024.
  - Финалиста (4): 1992, 2004, 2015, 2022.

- Суперкуп Холандије:
  - Победник (3): 2013, 2015, 2022.
  - Финалиста (3): 2012, 2016, 2024.

### Међународни
- Куп победника купова:
  - Другопласирани (1): 1979.

- Интерконтинентални куп:
  - Другопласирани (1): 1982.